# Michizō Tachihara
Michizō Tachihara (立原 道造 Tachihara Michizō?,  Nihombashi, Ciudad de Tokio, Japón, 30 de julio de 1914 - Nakano, Tokio, 29 de marzo de 1939) fue un poeta y arquitecto japonés. Murió a la prematura edad de veinticuatro años después de contraer tuberculosis, antes de que cualquiera de sus dos carreras pudiese establecerse. A lo largo de su corta vida, Tachihara luchó para encontrar la manera en la que un poeta urbano pudiera enraizar las costumbres tradicionales japonesas y seguir siendo "moderno".

## Biografía

### Primeros años y carrera
Tachihara nació el 30 de julio de 1914 en la entonces denominada ciudad de Tokio, en el seno de una familia procedente del dominio Mito. Desde una edad temprana, mostró interés en el dibujo y sus maestros de preescolar le consideron un niño prodigio. En 1927, a la edad de 13 años, Tachihara ingresó a la Morioka Third High School, donde se unió al club de arte de dicha escuela. Allí aprendería a usar los crayones al pastel. También se unió al club de periodismo, dónde fue instruido en el arte de enviar manuscritos para su publicación. Para 1929, el boletín estudiantil había publicado once tanka y algunos de los dibujos de Tachihara ganarían la medalla de plata en una exposición del instituto.
En 1933, en su quinto año de secundaria, Tachihara decidió tomar los exámenes e ingresó a la universidad para estudiar ciencias; una carrera que requería conocimiento del idioma inglés. Se unió al club de literatura y, aunque comenzó escribiendo tanka y otros poemas de corte tradicional, pronto entraría en contacto con el movimiento modernista y pasó a escribir en verso libre. Su marca de identidad son poemas líricos de catorce versos, visualmente similares a un soneto, que exploran la relación del yo poético con el paisaje natural. Tachihara también comenzó a leer obras del poeta alemán Rainer Maria Rilke, así como también de los poetas franceses Paul Valéry y Charles Baudelaire.
Ese mismo año, formó parte de la revista poética Shiki, fundada por Tatsuo Hori y considerada una de las impulsoras del movimiento romántico en el Japón de los treinta, pese a no haber publicado más que dos números.
Tachihara se graduó de su primera universidad en 1934 e ingresó a la universidad de Tokio, tomando un curso de estudio de tres años como estudiante de arquitectura. En la universidad, ganó el premio anual al mejor proyecto o diseño por un estudiante de arquitectura tres años consecutivos, y cinco revistas literarias diferentes le pidieron que enviara obras. Tachihara estudió junto al arquitecto Hideto Kishida (1899-1966). Después de su graduación, fue contratado por Ishimoto Architects; sin embargo, no se sentía a gusto con su trabajo, donde se sentía encerrado y creativamente sin control sobre sus concepciones.
A pesar de ser ciudadano de Tokio, rara vez mencionaría escenas urbanas modernas en sus obras y, con la excepción de algunas referencias a autos, Tachihara prefería describir el reino vegetal. También describió a los trenes como "vehículos de escape", rescatándolo de estar todo el tiempo encerrado en su oficina.
Los paisajes naturales de las tierras altas de Shinano proporcionaron una interminable cantidad de imágenes que Tachihara más tarde utilizaría en su trabajo; tales como pájaros, nubes, flores, césped, montañas, cielos, árboles y viento. Una parte considerable de su poesía se basaba en el impulso poético, y sus obra eran etiquetadas como "sentimentales". Escribió abiertamente sobre sus sentimientos y expresaba lo que estaba en su corazón, permitiendo que su verso fuera incontaminado y genuino.

## Muerte
En marzo de 1938, Tachihara comenzó a experimentar agotamiento físico y una sensación de opresión. Su médico le ordenó descansar, pero Tachihara emprendió un largo viaje al norte de Honshū y Nagasaki. Llegó a Nagasaki completamente extenuado y comenzó a toser grandes cantidades de sangre, por lo que fue hospitalizado. Al regresar a Tokio, los médicos nuevamente le ordenaron descansar; pero la tuberculosis ya había comenzado a afectar sus otros órganos vitales e ingresó a un sanatorio de Tokio. Tachihara pareció de la enfermedad el 29 de marzo de 1939, a la edad de 24 años. 
Tachihara no tuvo tiempo de publicar más que dos colecciones de poesía antes de su muerte. Sus obras completas fueron publicadas gracias al esfuerzo de sus amigos entre 1941 y 1943.